# More Than You Know (canción de Blink-182)
«More Than You Know» es una canción grabada por la banda de rock estadounidense Blink-182. Fue lanzada 21 de septiembre de 2023 por Columbia Records, junto con la canción principal del álbum que marcaba la reunión de la banda, One More Time... La pista fue escrita por el bajista Mark Hoppus, el guitarrista Tom DeLonge, el baterista Travis Barker, y el ingeniero de grabación Aaron Rubin.

## Recepción
Mary Varvaris de Kill Your Stereo, describió a «More Than You Know» como «un tema pop-punk trepidante». Jordan Darville de The Fader, sintió que la canción se remontaba al álbum sin título de la banda lanzado en 2003, describiéndola como «energizada y agresiva», mientras que Andrew Sacher de BrooklynVegan, también notó las similitudes con el álbum de 2003, así como con Neighborhoods de 2011, afirmando que contenía «la fusión pop-punk/ post-hardcore más pesada que definió [los dos álbumes]».
Jon Blistein de Rolling Stone, escribió que la canción «encuentra a Blink tocando fuerte con las guitarras mientras mantiene un alto nivel de vulnerabilidad emocional y angustia».

## Posición en listas
El 22 de septiembre de 2023, «More Than You Know» debutó en el puesto 95 en la lista oficial de descargas de sencillos del Reino Unido.

## Personal
Créditos adaptados del video de la canción en YouTube.

#### Blink-182
- Tom DeLonge - voz, guitarra, composición
- Mark Hoppus - voz, bajo, composición
- Travis Barker - batería, productor, composición

#### Músicos adicionales
- Kevin Bivona – teclados, ingeniero de grabación

#### Producción
- Nick Morzov - ingeniero de grabación
- Eric Emery - ingeniero de grabación
- John Warren - ingeniero de grabación
- Kevin Gruft - ingeniero de grabación
- Aaron Rubin – ingeniero de grabación, composición
- Adam Hawkins - ingeniero de mezcla
- Henry Lunetta - ingeniero asistente
- Randy Merrill – masterización

## Listas
| Lista (2023)                             | Posición más alta |
| ---------------------------------------- | ----------------- |
| Australia Digital Tracks (ARIA)          | 19                |
| New Zealand Hot Singles (RMNZ)           | 28                |
| Reino Unido (UK Singles Chart)           | 99                |
| UK Rock & Metal (OCC)                    | 7                 |
| Hot Rock & Alternative Songs (Billboard) | 41                |